# Onychothemis abnormis
Onychothemis abnormis – gatunek ważki z rodziny ważkowatych (Libellulidae). Opisał go w 1868 roku Friedrich Moritz Brauer, a jako miejsce typowe wskazał filipińską wyspę Luzon. Stwierdzony także na wyspach Mindoro, Leyte, Bohol i Catanduanes; stare stwierdzenia pochodzą z północno-wschodniej Sumatry i Jawy.